# Hongyanxi Zhen
Hongyanxi Zhen (kinesiska: 红岩溪镇) är en köping i Kina. Den ligger i provinsen Hunan, i den södra delen av landet, omkring 350 kilometer väster om provinshuvudstaden Changsha. Antalet invånare är 20059. Befolkningen består av 9 647 kvinnor och 10 412 män. Barn under 15 år utgör 22,0 %, vuxna 15-64 år 67 %, och äldre över 65 år 10,0 %.
Genomsnittlig årsnederbörd är 1 711 millimeter. Den regnigaste månaden är maj, med i genomsnitt 288 mm nederbörd, och den torraste är december, med 22 mm nederbörd.